# Вісмор
Вісмор (нім. Wiesmoor) — місто в Німеччині, розташоване в землі Нижня Саксонія. Входить до складу району Аурих.
Площа — 82,99 км2. Населення становить 13 372 ос. (станом на 31 грудня 2021).